# Aleuropteryx minuta
Aleuropteryx minuta är en insektsart som beskrevs av Meinander 1965. Aleuropteryx minuta ingår i släktet Aleuropteryx och familjen vaxsländor. Inga underarter finns listade i Catalogue of Life.